# Rhytiphora pulverulea
Rhytiphora pulverulea är en skalbaggsart som först beskrevs av Jean Baptiste Boisduval 1835.  Rhytiphora pulverulea ingår i släktet Rhytiphora och familjen långhorningar. Inga underarter finns listade i Catalogue of Life.